# Eilema flavens
Eilema flavens là một loài bướm đêm thuộc phân họ Arctiinae, họ Erebidae.